# Allococalodes madidus
Allococalodes madidus är en spindelart som beskrevs av Maddison 2009. Allococalodes madidus ingår i släktet Allococalodes och familjen hoppspindlar. Inga underarter finns listade i Catalogue of Life.